# 치치 (음악 그룹)
치치(CHI CHI)는 대한민국의 4인조 걸 그룹이다.
2011년 3월 18일 첫 디지털 싱글 〈장난치지마〉를 발매하고, 3월 20일 SBS 인기가요를 통해 데뷔하였다. 같은 해 7월 21일 두 번째 디지털 싱글 "Longer"를 발매했다. 이후 나라, 지유, 피치가 탈퇴하고, 새 멤버 샤인을 영입해 7인조에서 5인조로 재편성하였다. 2012년 4월에는 싱글 "Karakawanaide!!"를 발매하며 일본 데뷔를 하였고, 6월 29일 세 번째 싱글 "Love Is Energy"를 발매해 컴백했다. 이후 아무도 모르게 조용히 해체하였다.

## 활동 사항
2011년 3월 9일 예당엔터테인먼트는 새 7인조 걸그룹 치치의 재킷 사진과 그룹을 공개하였다. 이후 온라인 게임 오디션에 통해 음원을 공개하고, 3월 18일 데뷔 쇼케이스를 열었으며, 이어 3월 20일 데뷔곡 〈장난치지마〉로 《SBS 인기가요》에서 데뷔무대를 가지며 데뷔하였다. 〈장난치지마〉는 개성 있는 노랫말과 중독성 강한 리듬이 어울리는 곡이다. 활동 중간에 같은 소속사 소속인 홍수아와 합동 무대를 선보이며 관심을 끌었다. 같은 해 7월 21일 두 번째 디지털 싱글 "Longer"을 발표하고 같은 날 Mnet 《엠카운트다운》에서 컴백하였다.

## 이전 구성원
| 이름 | 소개 |
| ---- | --- |
| 샤인 | - 본명: 이시아 - 생년월일: 1990년 7월 10일(34세) - 출생지: 대한민국 서울특별시 - 학력: 성균관대학교 연기예술학부 - 활동 기간: 2011년 12월 ~ 2013년 6월 - 특이 사항 : 현재 배우 활동 중                               |
| 세미 | - 본명: 박세미 - 생년월일: 1991년 9월 14일(33세) - 출생지: 대한민국 서울특별시 - 학력: 서울예술대학 - 활동 기간: 2011년 3월 ~ 2013년 2월                                                                             |
| 아지 | - 본명: 백서율 - 생년월일: 1992년 9월 30일(32세) - 출생지: 대한민국 경기도 성남시 - 활동 기간: 2011년 3월 ~ 2013년 2월 - 특이 사항: 현재 공인중개사                                                                  |
| 수이 | - 본명: 김소리 - 생년월일: 1994년 10월 5일(30세) - 출생지: 대한민국 경기도 하남시 - 학력 : 한림연예예술고등학교 실용음악과 - 활동 기간: 2011년 3월 ~ 2013년 2월                                                      |
| 보름 | - 본명: 이보름 - 생년월일: 1993년 9월 20일(31세) - 출생지: 대한민국 인천광역시 - 활동 기간: 2011년 3월 ~ 2012년 9월                                                                                                  |
| 나라 | - 본명: 윤혜원 - 생년월일: 1988년 7월 28일(36세) - 출생지: 대한민국 서울특별시 - 학력: 한양대학교 무용학과 - 활동 기간 : 2011년 3월 ~ 2011년 12월                                                                    |
| 지유 | - 본명: 이윤지 - 생년월일: 1991년 12월 3일(33세) - 출생지: 대한민국 서울특별시 - 학력: 이화여자대학교 한국음악과 - 특이 사항 - 5인조 걸 그룹 카라의 새 멤버가 될 뻔 했다고 함. - 활동기간 : 2011년 3월 ~ 2011년 12월 |
| 피치 | - 본명: 손정애 (Son Jeong-Ae) - 생년월일: 1991년 6월 3일(33세) - 출생지: 대한민국 부산광역시 - 활동 기간: 2011년 3월 ~ 2011년 12월                                                                                   |

## 앨범

### 디지털 싱글
| 앨범 번호 | 앨범 정보                                              | 트랙 리스트                                                         |
| --------- | ------------------------------------------------------ | ------------------------------------------------------------------- |
| 1         | 장난치지마 - 발매일: 2011년 3월 18일                   | 1. 장난치지마                                                       |
| 2         | Longer - 발매일: 2011년 7월 21일                       | 1. Longer 2. Longer (Acoustic Ver.) 3. Longer (Remix Ver.)          |
| 3         | Love Is Energy - 발매일: 2012년 6월 29일               | 1. Love Is Energy 2. Leon 3. Love Is Energy (Inst.) 4. Leon (Inst.) |
| 4         | 마보이 (투니버스 목요드라마) - 발매일: 2012년 8월 17일 | 1. 핑크렌즈                                                         |

## 음반 외 활동

### 뮤직비디오
- 2011년 치치 - 장난치지마
- 2011년 치치 - Longer
- 2012년 치치 - からかわないで!!-ジャンナンチジマ-
- 2012년 치치 - Love Is Energy

### 광고
- 2011년 요하임 스무디 (수이)